# Robert Reid (Maler)

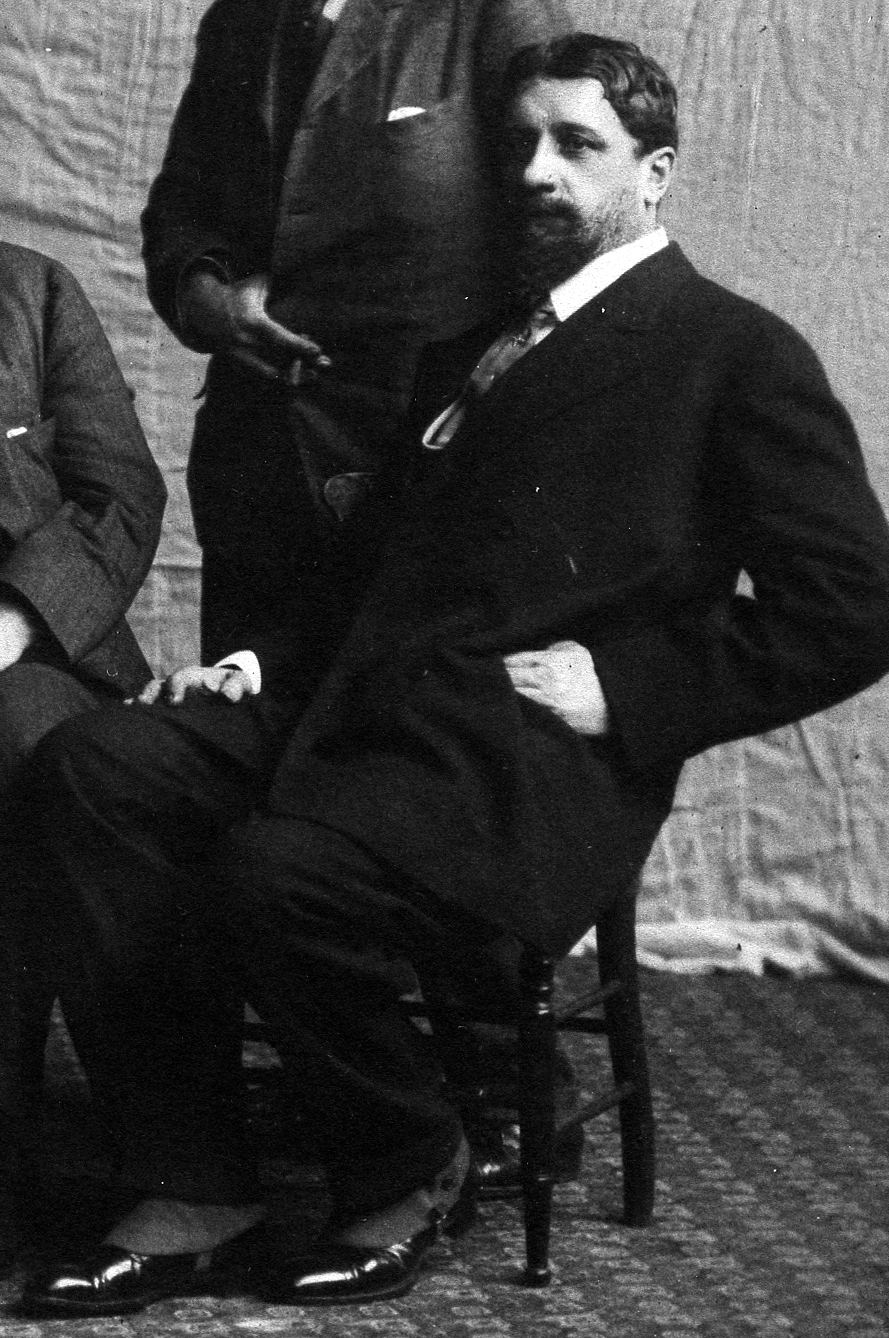
Robert Reid anno 1908

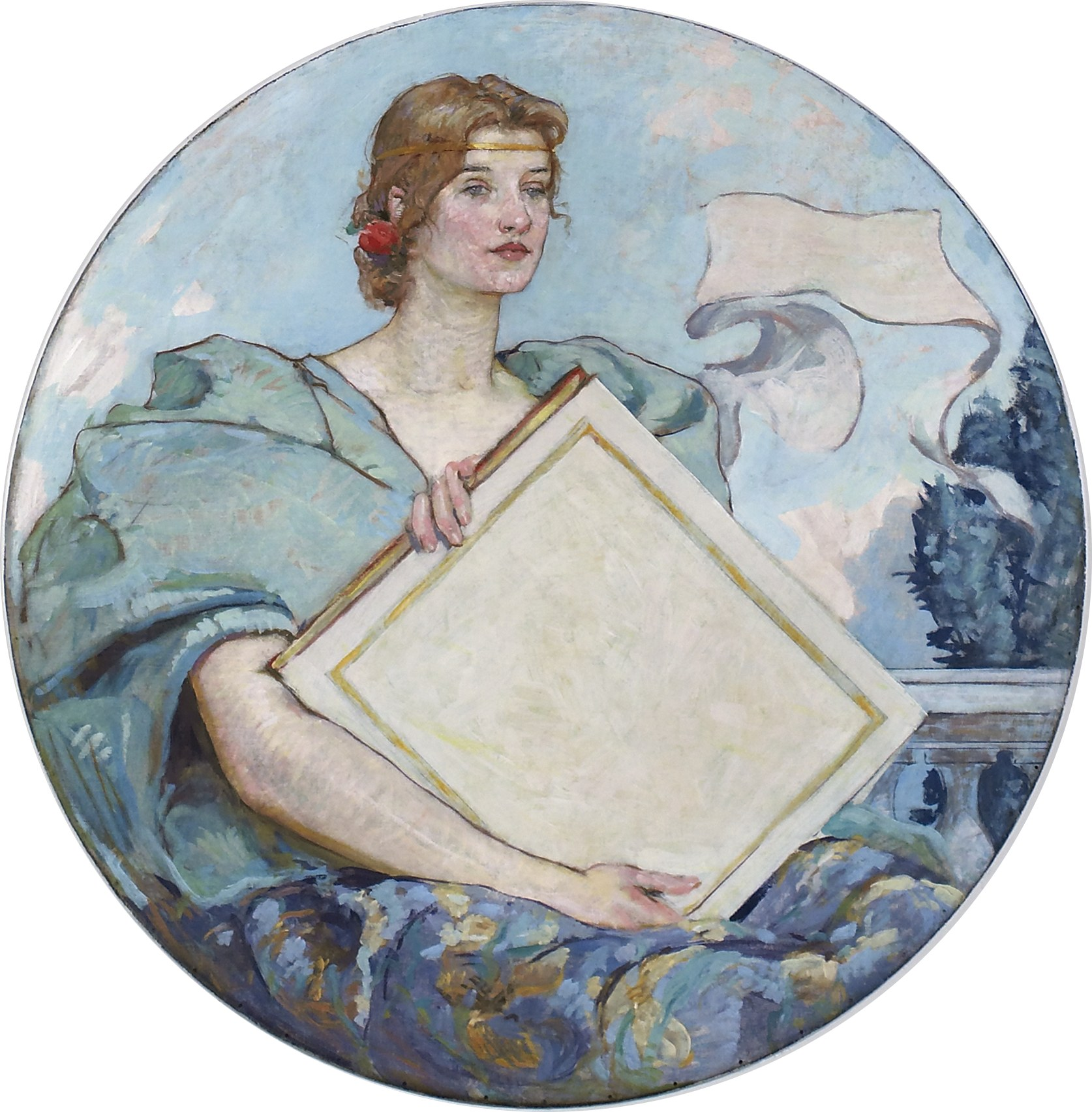
Das Wissen. Wandbild im Thomas Jefferson Building, Washington, D.C. (1896)

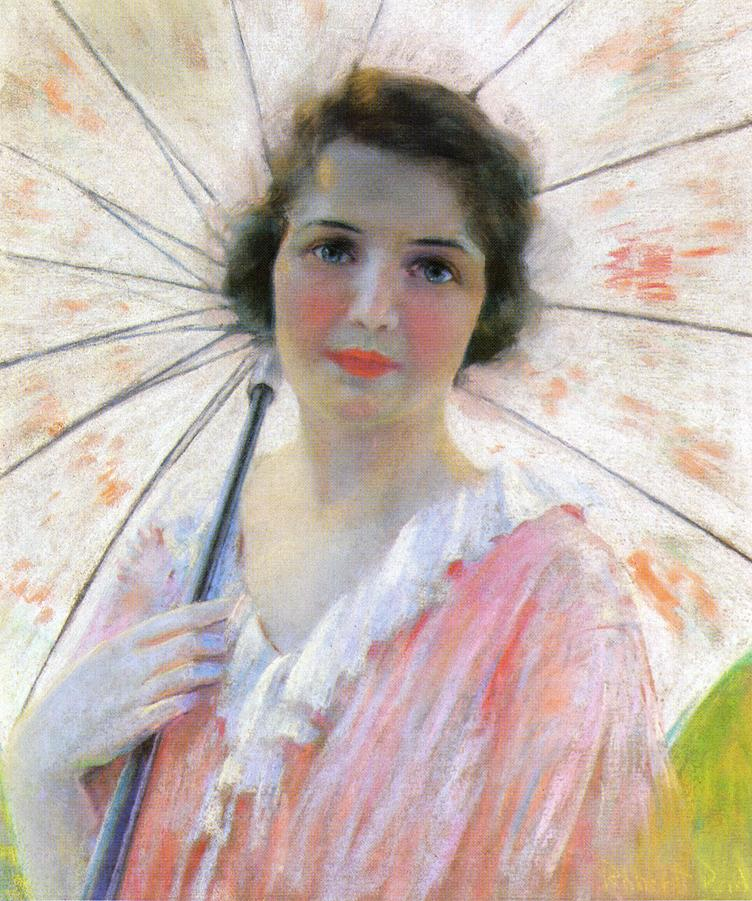
Dame mit Sonnenschirm

Robert Lewis Reid (* 29. Juli 1862 in Stockbridge (Massachusetts); † 2. Dezember 1929 in Clifton Springs, New York) war ein US-amerikanischer Figuren- und Wandmaler, der sich ab 1905 als Porträtmaler vornehmlich Motiven mit weichen impressionistischen Pastellen zuwandte.

## Leben
Robert Reid, der Sohn des Stockbridger Schulleiters Jared Reid jr. (1824–1886) und seiner Frau Louisa Dwight, studierte zunächst an der Bostoner Kunsthochschule School of the Museum of Fine Arts bei Emil Grundmann. Ab 1884 studierte er an der Art Students League of New York in Manhattan und wechselte 1885 an die Pariser Académie Julian zu Gustave Boulanger und Jules-Joseph Lefebvre. In Frankreich malte er Figuren von Bauern aus der Gegend um Étaples. 1889 nach Amerika heimgekehrt, lehrte er an der Art Students League of New York und an der Cooper Union for the Advancement of Science and Art. Später war eine von Reids Schülerinnen Nan Sheets (1885–1976).
Neben dem Lehrberuf wurde diese und jene junge, attraktive Frau – zumeist blumenschmuckumrahmt – sein favorisiertes Motiv als Porträtmaler. Im Winter 1896/97 verließ er mit neun anderen Künstlern aus Protest gegen den seinerzeit vorherrschenden Kunstbetrieb die Society of American Artists. Die zehn gründeten die Vereinigung Ten American Painters. 1898 wurde er in die American Academy of Arts and Letters gewählt. Ferner war er ab 1906 Mitglied der National Academy Museum and School.
Bis 1904 stieg Reid zum gefragten Maler von Wandmalereien auf.

## Wandmalereien (Auswahl)
Standorte einiger Werke Reids:
- 1893 Fresken an der Kuppel des Manufactures and Liberal Arts Gebäudes auf der Chicago World’s Fair
- Kongressbibliothek in Washington, D.C.
- Appellate Division Courthouse of New York State in Manhattan
- Massachusetts State House in Boston (drei Tafeln: James Otis Delivering his Speech against the Writs of Assistance, Paul Revere’s Ride und The Boston Tea Party)
- Weltausstellung Paris 1900 – eine Tafel im Pavillon der Vereinigten Staaten
- 1906 Fenster in der Unitarian Memorial Church in Fairhaven (Massachusetts)
- St. Paul the Apostle Church (Manhattan) – The Martyrdom of St. Paul
- 1915: Panama-Pacific International Exposition, Palace of Fine Arts in San Francisco – eine Rotunde mit acht Bildern, die heute nicht mehr existieren.